# Spelaeoniscus coiffaiti
Spelaeoniscus coiffaiti är en kräftdjursart som beskrevs av Albert Vandel 1961. Spelaeoniscus coiffaiti ingår i släktet Spelaeoniscus och familjen Spelaeoniscidae. Inga underarter finns listade i Catalogue of Life.